# Flashfire
Pour plus de détails, voir Fiche technique et Distribution.
Flashfire est un film américain réalisé par Elliot Silverstein, sorti en 1994.

## Fiche technique
- Titre : Flashfire
- Réalisation : Elliot Silverstein
- Scénario : John Warren et Dan York
- Montage : Mark Conte
- Musique : Sylvester Levay
- Pays de production : États-Unis
- Genre : action
- Date de sortie : 1994

## Distribution
- Billy Zane : Jack Flinder
- Louis Gossett Jr. : Ben Durand
- Kristin Minter : Lisa Cates
- Louis Giambalvo : Al Sherwin
- Tom Mason : Art Cantrell
- Caroline Williams : Ann
- Mimi Kennedy : Kate Cantrell
- Mark L. Taylor : Curt
- Katherine LaNasa : Monica Ambrose
- Carrie-Anne Moss : Meredith Neal